# Geert Versnick
 (septembre 2016).
Si vous disposez d'ouvrages ou d'articles de référence ou si vous connaissez des sites web de qualité traitant du thème abordé ici, merci de compléter l'article en donnant les références utiles à sa vérifiabilité et en les liant à la section « Notes et références ».
Geert E.J.C. Versnick, né le 15 décembre 1956 à Gand, est un homme politique belge flamand, membre du OpenVLD.
Licencié en droit et avocat, il est chevalier de l’ordre de Léopold.

## Fonctions politiques
- Échevin de Gand. Président du CPAS de Gand.
- Député fédéral du 21 avril 1994 au 18 mai 2003 et du 5 juin 2003 au 6 mai 2010.
- Président de la commission d'enquête Lumumba